# Ilja Hurník
Ilja Hurník (25. listopadu 1922 Poruba – 7. září 2013 Praha) byl český hudební skladatel, klavírista, hudební pedagog, dramatik a spisovatel.

## Život
Narodil se v Porubě do rodiny učitelů. V 11 letech začal skládat hudební skladby a některé mu i vyšly. Na počátku své umělecké dráhy byl podporován německy píšící spisovatelkou a básnířkou Marií Stonou, na jejímž zámku v Třebovicích ve Slezsku byl častým hostem. Jeho mecenáška Maria Stona mu umožnila vystupování před kulturním publikem, které se scházelo na jejím zámku. Vystudoval Matiční gymnázium v Ostravě. V roce 1938 musela jeho rodina utéct před sudetským záborem do Prahy, kde ho na umělecké škole vyučovali legendární učitelé klavírista Vilém Kurz, jeho dcera Ilona Štěpánová-Kurzová a skladatel Vítězslav Novák.
Působil zde jako hudebník, dramatik a také jako spisovatel. Jako pianista vystupoval hodně v zahraničí a zaujal především interpretací Clauda Debussyho a Leoše Janáčka, vystupoval zejména spolu s Pavlem Štěpánem, s nímž se zasloužili o renesanci čtyřruční klavírní hry. Nápady do svých skladeb čerpal z lidové slezské intonace, později také z antických a biblických námětů.
Ve spisovatelské oblasti proslul svými knihami povídek (Trubači z Jericha, Kapitolské husy), psychologickými sondami skrytými do příběhů ze světa hudby. Na své mládí vzpomíná v memoárech (Dětství ve Slezsku).
Jako dramatik se prosadil v rozhlasových hrách. Působil na Pražské konzervatoři a Vysoké škole múzických umění v Bratislavě. Velký ohlas měl jeho osmideskový cyklus Umění poslouchat hudbu, dnes znovu vydaný na CD. Skládal také písně pro děti (obecně známá Zasadím jablůňku). 11. září 2011 se zúčastnil světové premiéry své skladby Severská ukolébavka v děkanském kostele sv. Jana Křtitele ve Dvoře Králové nad Labem, kterou uvedl Královédvorský chrámový sbor.
Zemřel 7. září 2013 ve věku 90 let. Je pohřben na Vyšehradském hřbitově v hrobě s Petrem Ebenem.

### Trojhlas
V době tzv. přestavby (1984 - 1985) vytvořili spolu s Vladimírem Preclíkem a Miroslavem Horníčekem několikadílný televizní seriál Československé televize formou kulatého stolu a diskuzního pořadu, nazvaný "Trojhlas", který vedl rovněž k vydání stejnojmennné knihy (1986).

## Dílo

### Knihy
- Trubači z Jericha (Státní hudební vydavatelství, Praha 1965, Melantrich, Praha 1985 /čtvrté vydání/
- Kapitolské husy (Melantrich, Praha 1969)
- Muzikální Sherlock (Čs. spisovatel, Praha 1971)
- Cesta s motýlkem (Supraphon, Praha 1973)
- Jak se hraje na dveře (Albatros, Praha 1974, 1989)
- Struny, klapky, paličky (Albatros, Praha 1975)
- Dětství ve Slezsku (Čs.spisovatel, Praha 1979)
- Múza v teréne (Opus, Bratislava 1980)
- Sláva, jsi umělec! (Panton, Praha 1986)
- Trojhlas (spolu s M. Horníčkem a Vl. Preclíkem) (Melantrich, Praha 1986), též seriál rozhovorů ČT
- Lístky vavřínové (Čs. spisovatel, Praha 1987)
- Neveselé žalozpěvy (Supraphon, Praha 1987)
- Od housliček po buben /s Václavem Fischerem/ (Albatros, Praha 1987)
- Mokřice (Čs. spisovatel, Praha 1989)
- Závěrečná zpráva /paměti/ (Nakladatelství Karolinum, Praha, 2000)
- Proč pláče Metuzalém (Nadace Universitas Masarykiana a Nakladatelství Albert, Brno a Boskovice 1996)
- Kterak psáti a řečniti (Typografická dílna Nový Hrádek, Dobruška 1997)
- Zelený notýsek (Nakladatelství Akropolis, Praha, 2005)
- Modrý notýsek (Nakladatelství Akropolis, Praha, 2006)
- Růžový notýsek (Nakladatelství Akropolis, Praha, 2007)
- Fialový notýsek (Nakladatelství Akropolis, Praha, 2008)
- Infračervený notýsek (Nakladatelství Akropolis, Praha, 2009)
- Tyrkysový notýsek (Nakladatelství Akropolis, Praha, 2010)
- Sivý notýsek (Nakladatelství Akropolis, Praha, 2011)
- Oranžový notýsek (Nakladatelství Akropolis, Praha, 2012, ISBN 978-80-7304-151-9
- Duhový notýsek (Nakladatelství Akropolis, Praha, 2013)

### Rozhlasové hry
- Profesor Morus, Český rozhlas, 2010

### Hudebně dramatická díla
- Maryka, kantáta pro sólový soprán, smíšený sbor a orchestr na slezské lidové texty, 1948
- Ondráš, balet, 1949/1950[pozn. 1]
- Noé, oratorium pro tenor sólo, smíšený sbor a orchestr na biblické texty, 1959, rev. 2004
- Ezop, kantátová suita pro smíšený sbor a orchestr podle Ezopových bajek, 1964
- Vánoční pastorela, pro dětský sbor a komorní soubor, kantáta, 1965
- Velikonoce, kantáta, 1966
- Dáma a lupiči, opera, 1966
- Mudrci a bloudi, opera, 1968
- Diogenes, opera, 1973
- Faux pas de quatre, baletní groteska, 1978
- Rybáři v síti, opera, 1981
- Ozvěna, komorní kantáta pro sóla, dívčí sbor, komorní a smyčcový orchestr, hoboj a klavír na vlastní text, 1982
- Oldřich a Boženka, opera, 1984/1985[pozn. 1]
- Co pohádka zatajila, dětská opera, 1987
- Prastaré obrazy, kantáta, 1988
- Missa Vinea Crucis, kantáta pro dětský nebo ženský sbor a orchestr nebo varhany, 1991
- Stažená hrdla, miniopera, 1997
- Letnice, kantáta pro dětský sbor na lidové a biblické texty, 2002

### Symfonické a koncertantní skladby
- Partita in A pro flétnu, smyčce a klavír, 1950, též komorní verze
- Tance z baletu Ondráš, suita pro velký orchestr, 1949, 1951
- Koncert pro flétnu a orchestr, 1952/1953[pozn. 1]
- Koncert pro hoboj, cembalo nebo klavír a smyčce, 1954/1959[pozn. 1]
- Koncert pro dechové nástroje, klavír a tympány, 1956
- Komorní hudba pro smyčce, 1962
- Sinfonia facile, pro smyčce a klavír, 1963/1975
- Kyklopes, po velký orchestr, 1965
- Serenáda pro smyčce, 1970
- Koncert pro klavír a komorní orchestr, 1972
- Nový clavecin, 1975, též verze pro sólový klavír
- Věci, suita (divertimento) pro malý orchestr, 1977
- Faux pas de quatre, pro orchestr, baletní suita,1978
- Concertino pro klavír a smyčce, 1978, též verze pro dvoje housle a smyčce
- Concertino pro dvoje housle a smyčce, 1981, též verze pro klavír a smyčce
- Klicperovská předehra, pro orchestr, 1978/1985[pozn. 1]
- Symfonieta pro orchestr, 1996
- Con brio, (2000)
- Symfonie in C pro orchestr, 2000
- Koncert pro violu a smyčcový orchestr, 1994/2002[pozn. 1]
- Leporelo, pro malý orchestr, 2007
- Faun a Apollo, 2008, též verze pro žesťový sextet a varhany

### Komorní skladby
- Caprices, pro sólové housle, 1949
- Partita in A pro flétnu a klavír, 1950, též verze s orchestrem
- Sonáta pro violu a klavír, 1951
- Čtvero ročních dob, suita pro komorní orchestr (12 nástrojů), 1952/1953[pozn. 1], též verze pro dechové kvinteto (=1. dechový kvintet)
- Sonata da camera pro flétnu, hoboj (housle), cello a klavír (cembalo), 1952/1953[pozn. 1]
- Sonata pro violu a klavír, 1957
- Esercizi pro flétnu, hoboj, klarinet a fagot, 1956/1958[pozn. 1]
- Malý Faun, suita pro flétnu a klavír, 1956/1965[pozn. 1]
- Moments musicaux pro dechový soubor, 1962
- Muzikanti, suita pro vypravěče a 18 instrumentálních sólistů na básně Františka Branislava, 1963
- Koncert pro hoboj a klavír, 1964
- Příběh jedné kapely, pro vypravěče a komorní soubor na vlastní text, 1968
- Vánoční koledy, pro housle a klavír, 1968
- Concertino pro housle a klavír, 1971/1973[pozn. 1]
- Gloria di flauti pro dvě flétny, 1972
- Concertino pro dvoje housle a klavír (cembalo) nebo komorní orchestr, 1978/1981[pozn. 1], též verze pro klavír a smyčce
- Suita pro saxofon a klavír, 1979
- 2. dechový kvintet, 1985
- Sonatina pro kontrabas (nebo fagot) a klavír, 1985/1986[pozn. 1]
- Tance, pro harfu, 1986
- Žesťový kvintet, 1987
- Sonatina pro hoboj a klavír, 1988
- Suita pro altsaxofon a klavír, 1990
- Trio in C pro hoboj, klarinet a fagot, 1993
- Tance pro andílky, pro housle, flétnu a klavír, 1995
- Sonatina pro housle a harfu, 1996
- Concerto capriccio pro varhany, dvoje housle a violoncello, 1998
- Variace na Beethovenovo téma pro violu a klavír, 1998
- Sonatina pro housle a klavír, 2001
- Sextet pro žestě a varhany, 2006, též verze pro orchestr pod názvem Faun a Apollo
- Etudy pro dechový oktet, 2010
- 3. dechový kvintet

### Klavírní skladby
- Motivy z dětství, 1934 rev. 1944
- Groteska, 1938
- Dvě toccaty, (1943)
- Preludia, 1942/1943[pozn. 1]
- Sonatina in C, 1950/1951[pozn. 1]
- Kousky pro klavír ve snadném slohu (60. léta)
- Domácí hudba (Tance), pro klavír na čtyři ruce, 1963
- Písničky pro klapky, snadné skladby pro klavír, 1969
- Valčíky, pro klavír na čtyři ruce, 1971
- Nový clavecin, 1975, též verze pro klavír a smyčce
- Fantazie pro dva klavíry, 1979
- Variace na Pergolesiho téma, pro klavír na čtyři ruce, 1983/1984[pozn. 1]
- Innocenza, pro klavír na čtyři ruce, 1992
- Hudba pro klavír, 2005
- Dvanáct klavírních preludií, 2008

### Vokální skladby
- Květiny, pro soprán a klavír na slova Františka Vrby, 1940
- Samota, cyklus pro bas a klavír (orchestr) na orientální texty, 1942
- Dívčí písně, pro soprán a klavír, 1942
- Písničky s flétnou, pro vysoký hlas, flétnu (nebo housle) a klavír, na texty Františka Branislava a vlastní / na texty lidové poezie[pozn. 1], 1950
- Sbory o matkách, tři smíšené sbory na lidové texty, 1955
- Vyhřátá mez, cyklus dětských (dívčích) sborů s doprovodem klavíru na texty Jana Čarka, 1955(1965?)
- Tři dcery, malá kantáta pro dětský (dívčí) sbor a klavír na lidový text, 1960
- Šalamoun, pro baryton/bas[pozn. 1] a smyčcové kvarteto nebo varhany, na text Písně písní v překladu Jaroslava Seiferta, 1961
- Minutové písničky, pro soprán, flétnu a klavír, na texty Václava Fischera a Jana Hostáně, 1972
- Dětská terzetta, pro tři dětské hlasy, flétnu, harfu a kontrabas, na texty Františka Branislava, 1962
- Šulamít, písňový cyklus pro alt/střední ženský hlas[pozn. 1] a klavír nebo varhany nebo komorní orchestr, na text Písně písní v překladu Jaroslava Seiferta, 1963
- Červnová noc, cyklus dvojzpěvů pro dívčí (dětský) sbor a klavír na lidové texty, 1965
- Scény pro dětský sbor, na texty Václava Fischera a vlastní, 1971
- Sezonní madrigaly, pro komorní smíšený sbor a instrumentální soubor, na vlastní texty, 1982/1984[pozn. 1]
- Rozhovory matky s děckem, dětské sbory na lidové a vlastní texty, 1984
- Kapr, blecha a tak dále, jednohlasé písničky pro dětský sbor a klavír na vlastní texty, 1985
- Voda voděnka, pro dětský sbor a capella, na text Václava Fischera, 1985/1986[pozn. 1]
- Difugere nives, pro dětský sbor
- Verba sancta, pro soprán a cembalo nebo komorní orchestr, 2006

### Instruktivní skladby
- První melodie: Snadné přednesové skladbičky pro mládež, pro klavír, 1932
- Orffova škola (spolu s Petrem Ebenem), 1966
- Čtyřruční hra (teorie, cvičení, koncertní etudy), 1966/1972/1981[pozn. 1]
- Obrázky, velmi snadné skladby pro flétnu a klavír, 1984
- Voršilská ulička, cyklus snadných přednesových skladeb pro klavír, 1976/1978[pozn. 1]
- Džezík, cyklus snadných skladeb pro klavír, 1977
- Etudy pro klavír, 1987
- Voršilská ulička 2. sešit, 1999
- V tom našem sádečku, pro housle nebo flétnu nebo klarinet nebo hoboj a klavír, 2002
- Šest rukou u jednoho klavíru, suita ve čtyřech větách pro klavír na šest rukou, (2005)

### Nahrávky
- Recital pro klavír na 4 ruce Johann Christian Bach,Claude Debussy,Johanes Brahms,Francis Poulenc Supraphonline
- Johanes Brahms Liebeslieder Supraphonline

## Ocenění
- titul DrSc., honoris causa
- Komenského medaile ministerstva školství,
- Cena Classic Českého hudebního fondu
- zlatá medaile Akadamie múzických umění
- zasloužilý umělec (1989)
- Grand Prix a mnoho dalších cen
- 28. října 2007 mu prezident České republiky Václav Klaus udělil Státní vyznamenání Za zásluhy o stát v oblasti kultury a umění
- Jeho jméno nese ve svém názvu "Základní umělecká škola Ilji Hurníka" v Praze 2 Slezská 21 a Základní škola Ilji Hurníka v Opavě, Ochranova 6
- U příležitosti státního svátku 28. října 2010 mu byla udělena Cena Ministerstva kultury za přínos v oblasti hudby. Ve dvoraně Veletržního paláce v Praze je 25. 10. 2010 předal laureátům ministr kultury Jiří Besser